# Ankhesenpepi I
Ankhesenpepi I, també anomenada Ankhenespepi o Ankhenesmerire, (ˁnḫ n=s Ppj, "La seva vida pertany a Pepi/Merire"; ˁnḫ n=s Mrj-Rˁ(.w), "La seva vida pertany a Merire") va ser una reina egípcia durant la VI dinastia. Era filla de la djati Nebet i del seu marit Khui, nomarca d'Abidos. La seva germana també es deia Ankhesenpepi (Ankhesenpepi II per a l'egiptologia) i el seu germà era el djati Djau.
Ambdues germanes, Ankhesenpepi I i II, estaven casades amb el faraó Pepi I, el nom del tron del qual era Merire. El seu nom probablement el van adoptar quan es va celebrar el matrimoni, ja que significa "La seva vida pertany a Pepi/Merire". Ambdues reines van donar a llum successors de Pepi: el fill d'Ankhesenpepi I va ser Merenre Nemtiemsaf I, que va governar només uns quants anys, i el d'Ankhenespepi II va ser Pepi II, que va succeir a Nemtiemsaf. També es diu que Neith, una de les esposes de Pepi II, era la filla d'Ankhesenpepi II.
S'esmenta a Ankhesenpepi I, juntament amb la seva germana homònima, a l'estela del seu germà trobada a Abidos, en una inscripció de la seva piràmida que ara es troba avui a Berlín i en un decret també trobat a Abidos.
Els seus títols eren:
- Esposa del rei
- Mare del rei
- Gran de ceptre.
- Companya d'Horus